# Kanjon Badnjevica
Kanjon Badnjevica este o arie protejată (sit de importanță comunitară — SCI) din Croația întinsă pe o suprafață de 14,88 ha, integral pe uscat.

## Localizare
Centrul sitului Kanjon Badnjevica este situat la coordonatele 43°29′00″N 17°09′14″E / 43.483208°N 17.153882°E.

## Înființare
Situl Kanjon Badnjevica a fost declarat sit de importanță comunitară în iulie 2013 pentru a proteja 1 specie de animale.

## Biodiversitate
Situată în ecoregiunea mediteraneană, aria protejată nu include niciun habitat protejat.
La baza desemnării sitului se află o specie protejată de  nevertebrate: Austropotamobius pallipes.